# Sergio Chejfec
Sergio Chejfec (Buenos Aires, 28 de noviembre de 1956-Nueva York, 2 de abril de 2022) fue un escritor y docente argentino. Sus novelas suelen presentar una narración de ritmo lento que entrelaza una trama mínima con una reflexión teórica. La memoria, la violencia política y la cultura e historia judeo-argentina son algunos de los temas recurrentes de su obra.

## Biografía
Sergio Chejfec nació en la ciudad de Buenos Aires, Argentina, el 28 de noviembre de 1956. Desde 1990 hasta 2004 vivió en Caracas, donde fue jefe de redacción de Nueva Sociedad, una revista latinoamericana de política, cultura y ciencias sociales. En 2005 se trasladó a la ciudad de Nueva York, donde dictó clases de Escritura Creativa en Español en la Universidad de Nueva York.
Chejfec escribió novelas, cuentos, poesía y ensayos. Publicó, entre otros libros, Lenta biografía (novela, 1990), Los planetas (novela, 1999), Boca de lobo (novela, 2000), Tres poemas y una merced (poesía, 2002), Gallos y huesos (poesía, 2003), Los incompletos (novela, 2004), El punto vacilante (ensayos, 2005), Baroni: un viaje (novela, 2007), Hacia la ciudad eléctrica (cuentos, 2012) y Modo Linterna (cuentos, 2013). Fue traducido a los idiomas inglés, francés, alemán, portugués y hebreo, entre otros. En Sergio Chejfec. Trayectorias de una escritura (edición de Dianna C. Niebyski, 2014), quince autores de diferentes nacionalidades analizaron la totalidad de su obra. 
Aparece citado en las novelas “Montevideo” y “Canon de cámara oscura” de Enrique Vila-Matas. 
Chejfec murió a los 65 años, el 2 de abril de 2022, en Nueva York, a causa de un cáncer de páncreas.

## Obra

### Novelas
- Lenta biografía (1990)
- Moral (1990)
- El aire (1992)
- Cinco (1996)
- El llamado de la especie (1997)
- Los planetas (1999)
- Boca de lobo (2000)
- Los incompletos (2004)
- Baroni: un viaje (2007)
- Mis dos mundos (2008)
- La experiencia dramática (2012)
- Teoría del ascensor (2016)
- 5 (2019)

### Cuentos
- Hacia la ciudad eléctrica (2012)
- Modo linterna (2013)

### Poesía
- Tres poemas y una merced (2002)
- Gallos y huesos (2003)

### Ensayos
- El punto vacilante (2005)
- Sobre Giannuzzi (2010)
- Últimas noticias de la escritura (2016)

## Premios
- Premio Konex (2014)
- Finalista del Premio Internacional de Novela Rómulo Gallegos XII
- Diploma al Mérito como uno de los cinco mejores Novelistas del período 2008-2010